# 로지나 갈리
로지나 갈리(Rosina Galli, 1906년 8월 10일 ~ 1969년 12월 3일)는 이탈리아의 배우, 성우, 영화배우이다.
베네치아에서 태어났으며 마드리드에서 사망하였다.

## 영화
- 스타 인 더 나잇 (1945년)
- 욜란다 앤 더 씨프 (1945년)
- 웨어 두 위 고 프럼 히어? (1945년)
- 오페라의 유령 (1943년)
- 데이 멧 인 봄베이 (1941년)
- 사랑이라 불리는 것 (1940년)
- 더 레인스 케임 (1939년)
- 이스케이프 투 파라다이스 (1939년)